# Hakeem Kae-Kazim
Hakeem Kae-Kazim (Lagos, 1º ottobre 1962) è un attore nigeriano naturalizzato britannico.

## Biografia
Nato in Nigeria, ma cresciuto in Inghilterra, recita fin dai tempi della scuola ed entra nella National Youth Theatre. Si diploma nel 1987 alla Bristol Old Vic Theatre School ed entra a far parte della The Royal Shakespeare Company dove continua con i suoi studi teatrali.

## Filmografia parziale

### Cinema
- Hotel Rwanda (2004)
- Pirati dei Caraibi - Ai confini del mondo (2007)
- X-Men le origini - Wolverine (2009)
- Le ultime 24 ore (24 Hours to Live), regia di Brian Smrz (2017)
- Black Beauty - Autobiografia di un cavallo (Black Beauty), regia di Ashley Avis (2020)
- Godzilla vs. Kong, regia di Adam Wingard (2021)

### Televisione
- Lost – serie TV, episodio 3x05 (2006)
- The Librarian 2 - Ritorno alle miniere di Re Salomone (The Librarian: Return to King Solomon's Mines), regia di Jonathan Frakes – film TV (2006)
- 24 – serie TV, 9 episodi (2008-2009)
- 24: Redemption - film TV, regia di Jon Cassar (2008)
- Criminal Minds – serie TV, episodio 6x12 (2011)
- NCIS: Los Angeles – serie TV, episodi 2x14-2x18 (2011)
- Covert Affairs – serie TV, episodio 3x03 (2012)
- Gotham – serie TV, episodio 1x04 (2014)
- Black Sails – serie TV, 22 episodi (2014-2016)
- Dominion – serie TV, 4 episodi (2015)
- Dynasty – serie TV, 9 episodi (2017-2019)
- Troy - La caduta di Troia – miniserie TV, 7 puntate (2018)
- Deep State – serie TV, 4 episodi (2019)
- Intergalactic – serie TV, 4 episodi (2021)
- Delitti in Paradiso - Un fantasma dal passato (The Death Ghost), regia di Ruth  Carney – film TV (2022)
- Le relazioni pericolose (Dangerous Liaisons) – serie TV, 6 episodi (2022)
- FBI: Most Wanted – serie TV, episodio 5x09 (2024)

### Doppiatore
- Twilight of the Gods - serie animata (2024)

## Doppiatori italiani
Nelle versioni in italiano delle opere in cui ha recitato, Hakeem Kae-Kazim è stato doppiato da:
- Stefano Mondini in Pirati dei Caraibi - Ai confini del mondo, Gotham, 24: Redemption, 24, Black Beauty - Autobiografia di un cavallo, Intergalactic
- Roberto Draghetti in NCIS: Los Angeles, Black Sails
- Enrico Di Troia in Hotel Rwanda
- Paolo Marchese in Criminal Minds
- Edoardo Siravo in Dynasty
- Alessandro Ballico in Troy - La caduta di Troia
- Stefano Crescentini ne Le relazioni pericolose
- Pierluigi Astore in FBI: Most Wanted